# Langue de culture
Une langue de culture est une langue ayant un statut privilégié dans un pays alors qu'elle n'en est pas la langue officielle.
C'est une expression forcément floue car elle demande de définir préalablement la notion de culture.
Une langue est dite langue de culture dans un pays si :
- c'est la langue de l'ancienne puissance colonisatrice de ce pays, et cette langue a gardé un certain prestige (comme le français au Cambodge) ;
- c'est la langue liturgique d'une majorité de la population (comme l'arabe en Indonésie ou en Iran) ;
- c'est la langue de culture des pays voisins (comme le français en Égypte) ;
- c'est une langue très étudiée dans ce pays, pour une des raisons ci-dessus, ou par une volonté politique (comme le russe dans les pays de l'Est),
- c'est une langue classique (comme le latin en France).